# Ernst Klein
Ernst Stefan Klein, född 24 november 1937 i Stocksund i Danderyds församling, död 30 juli 2020 i Danderyd, var en svensk journalist och tidningsman.

## Biografi
Klein var ordförande för SECO 1955–1956. Han engagerade sig tidigt i Folkpartiet och blev ordförande Sveriges liberala studentförbund 1959–1960, förbundssekreterare Folkpartiets ungdomsförbund 1961 och vice ordförande 1961–1962.
Han kom till Expressen 1962, där han var verksam som ledarskribent, politisk redaktör (1968–1975), USA-korrespondent (1975–1977) och utrikeschef (1977–1990). Han var därefter chefredaktör för Östgöta Correspondenten 1990–1998.
Klein utsågs 2001 som ledamot i Migrationsverkets etiska råd. Han kritiserade redan 2002 rådets begränsade möjligheter att påverka, och lämnade slutgiltigt rådet den 2 juni 2004.
Ernst Klein var son till Oskar Klein och brorson till journalisten Ernst Klein (1887–1937). Han är farbror till journalisten och prästen Helle Klein. Ernst Klein är gravsatt i minneslunden på Djursholms begravningsplats.